# Vila Emil
Vila Emil é um bairro e a sede do 2° distrito de mesmo nome localizado no município de Mesquita, no Grande Rio, no estado do Rio de Janeiro. O bairro é vizinho ao centro do município.

## História
Em 1923, foi declarado o segundo maior bairro depois do Centro, que era na época a única região comercial da cidade.
Vila Emil é considerado hoje o bairro mais urbanizado de Mesquita. Lá fica localizado o Colégio Estadual Brasil, o estádio Nielsen Louzada, do Mesquita Futebol Clube, o CIEP Nélson Ramos e um dos lados da estação de trem da cidade.
O nome do Bairro é derivado da sigla E.M.I.L. que era a Empreiteira Iguassú Limitada que existia na região, e servia para desmembrar ou remembrar lotes, construções e vilas.

## Subbairros
*Centro (Fica na rua Ambrósio)
*Parque Central
*Parque Ludolf
*Nova Vila